# Lieutenant Junior Grade

LTJG der US Navy

Lieutenant Junior Grade (LTJG) ist ein Offiziersdienstgrad der US Navy und der US Coast Guard.
Der LTJG führt als Junioroffizier (junior officer) Mannschaftsdienstgrade und Petty Officer. Die regelmäßige Anrede lautet Lieutenant. Der Offizier muss mindestens zwei Jahre nach dem Erhalt des Offizierspatentes als Ensign gedient haben, bevor er zum LTJG befördert werden kann (in der US Coast Guard 18 Monate).
Der LTJG der US Navy und der US Coast Guard ist das Äquivalent zum First Lieutenant der US Army, des US Marine Corps und der US Air Force. Im NATO-Rangcode-System hat er die Stufe OF-1 und ist damit auch das Äquivalent zum Oberleutnant zur See der Deutschen Marine oder eines Sub-Lieutenant OF-1 der Royal Navy und anderer Marinen, die sich an das Commonwealth-System anlehnen.